# Bugatti Type 23

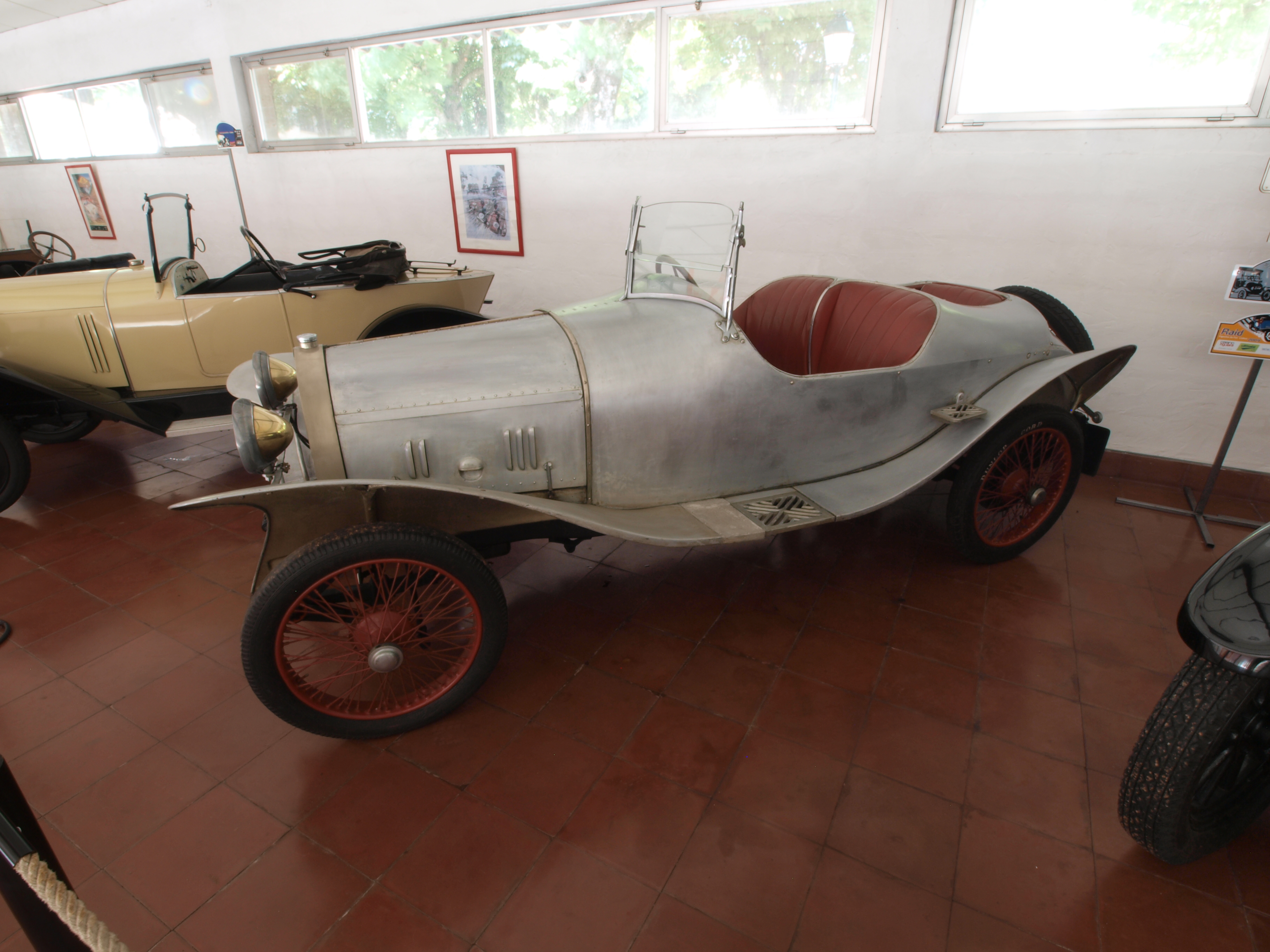
Als Dreisitzer

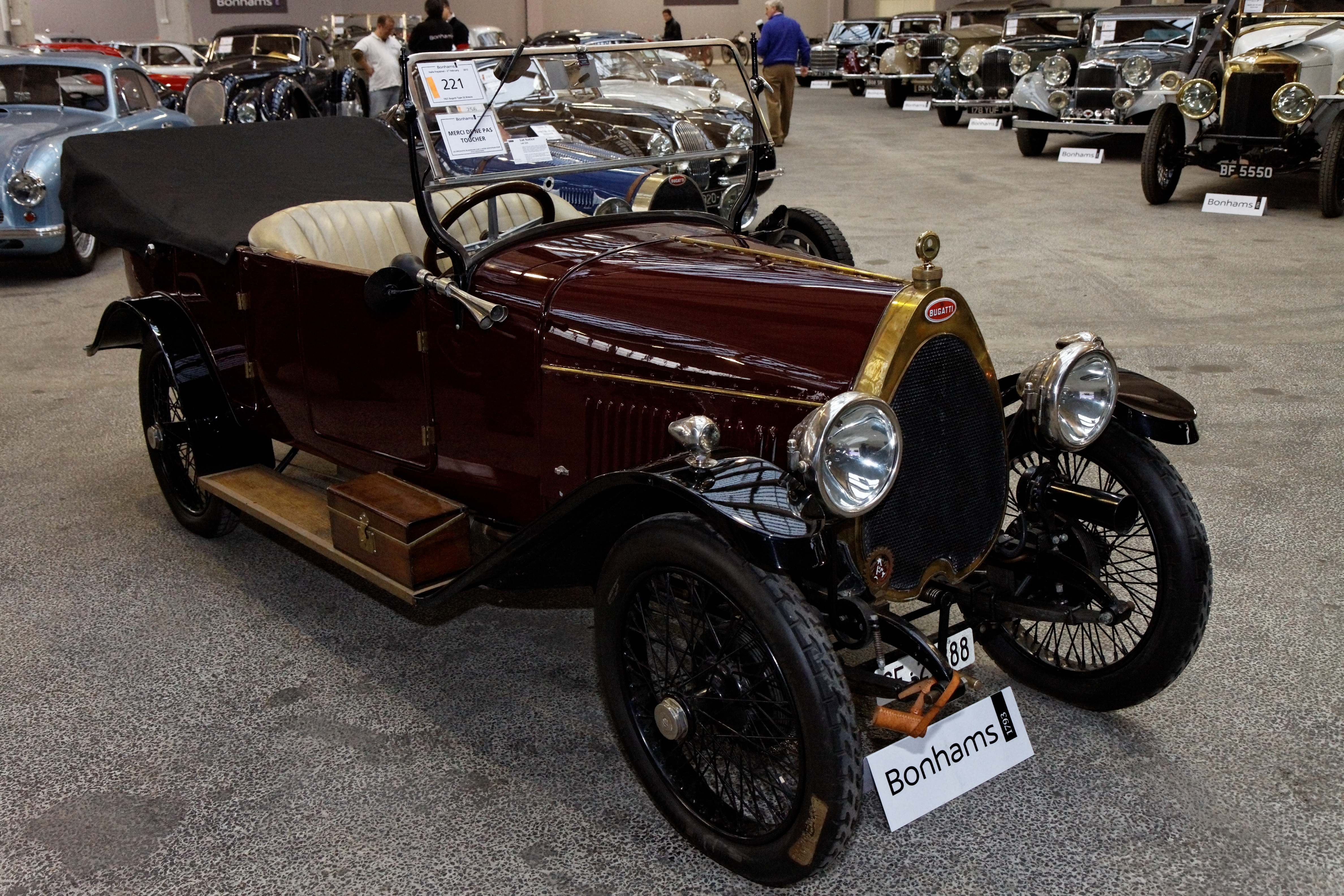
Tourenwagen

Der Bugatti Type 23 ist ein sportliches Pkw-Modell. Hersteller war Bugatti aus dem Elsass.

## Beschreibung
Ettore Bugatti präsentierte das Modell 1913. Es löste den Type 17 ab. Die kürzeren Type 13 und Type 22 waren ähnlich.
Verschiedene wassergekühlte Vierzylinder-Viertaktmotoren kamen zum Einsatz, ab 1914 gelegentlich und ab 1921 immer mit Vierventiltechnik. Die Angaben in der Literatur sind uneinheitlich.
Zwei Quellen meinen, dass es den kleinsten Motor mit 65 mm Bohrung, 100 mm Hub und 1327 cm³ Hubraum im Jahre 1913 gab. Andererseits wird der Type 22 erstmals im Dezember 1913 genannt, als im Type 13 dieser Motor gerade ersetzt wurde. Er hatte je ein Ein- und Auslassventil je Zylinder. Eine Quelle nennt 18 PS.
Ende 1913 hatte der Motor 66 mm Bohrung und 1368 cm³ Hubraum. Eine Quelle nennt 18 PS. Diese Zweiventilmotoren gab es bis 1920.
Vierventiltechnik wird bereits ab 1914 genannt, allerdings nicht im Zusammenhang mit dem kleinsten Motor. Auf dem Pariser Autosalon 1919 standen Modelle mit dem 1368-cm³-Motor, vier Ventilen pro Zylinder und obenliegender Nockenwelle. Laut einer Quelle fand erst Ende 1920 die Hubraumvergrößerung von 1368 cm³ auf 1453 cm³ (68 mm Bohrung) statt. Entweder ab 1921 oder ab 1923 ergab eine erneut vergrößerte Bohrung von 69 mm 1496 cm³ Hubraum. Als Motorleistung werden 40 bis 50 PS genannt.
Der Frontmotor trieb über ein Vierganggetriebe und eine Kardanwelle die Hinterachse an. Ab 1925 waren Vorderradbremsen erhältlich.
Das Fahrgestell hatte laut mehreren Quellen immer 255 cm Radstand und 115 cm Spurweite. Davon abweichend gibt eine Quelle für das auf dem Pariser Autosalon 1919 präsentierte Fahrzeug nur 240 cm Radstand an. Für das Modelljahr 1921 nennt diese Quelle 225 cm Radstand. Eine andere Quelle meint, dass die Sportausführung Brescia nur 195 cm bis 200 cm Radstand gehabt haben soll. Das Fahrgestell wog 610 kg.
Viele Aufbauten waren zweisitzige Roadster oder Rennzweisitzer. Einige hatten einen Notsitz im Heck. Außerdem werden viersitzige Tourenwagen genannt. Auf dem Pariser Autosalon 1921 wurde ein Coupé präsentiert. Außerdem ist ein erhaltenes Cabriolet bekannt.
1926 endete die Produktion. Nachfolger wurde der Type 40.

## Rennsport
Die Fahrzeuge wurden auch im Rennsport eingesetzt.
Nach September 1921 erhielten manche Ausführungen den Zusatz Brescia Modifié. Das geht auf einem Vierfachsieg beim Rennen für Voiturettes am 8. September 1921 in Brescia zurück, den allerdings vier Fahrzeuge vom Type 13 erzielten.